# Eclissi solare del 3 agosto 2092
L'Eclissi solare del 3 agosto 2092, di tipo anulare, è un evento astronomico che avrà luogo il suddetto giorno attorno alle ore 09:59 UTC.
L'eclissi avrà un'ampiezza massima di 75 chilometri e una durata di 2 minuti e 31 secondi.

## Eclissi correlate

### Eclissi solari 2091 - 2094
Questa eclissi è un membro di una serie semestrale. Un'eclissi in una serie semestrale di eclissi solari si ripete approssimativamente ogni 177 giorni e 4 ore (un semestre) in nodi alternati dell'orbita della Luna.

### Ciclo di Saros 137
L'evento fa parte del ciclo di Saros 137, che si ripete ogni 18 anni, 11 giorni, contenente 70 eventi. La serie è iniziata con un'eclissi solare parziale il 25 maggio 1389. Contiene eclissi totali dal 20 agosto 1533 al 6 dicembre 1695, una prima serie di eclissi ibride dal 17 dicembre 1713 all'11 febbraio 1804, una prima serie di eclissi anulari dal 21 febbraio 1822 al 25 marzo 1876. Inoltre comprende una seconda serie di eclissi ibride dal 6 aprile 1894 al 28 aprile 1930 e una seconda serie di eclissi anulari dal 9 maggio 1948 al 13 aprile 2507. La serie termina al membro 70 con un un'eclissi parziale il 28 giugno 2633. La durata più lunga della totalità è stata di 2 minuti e 55 secondi il 10 settembre 1569.